# Computer numerical control

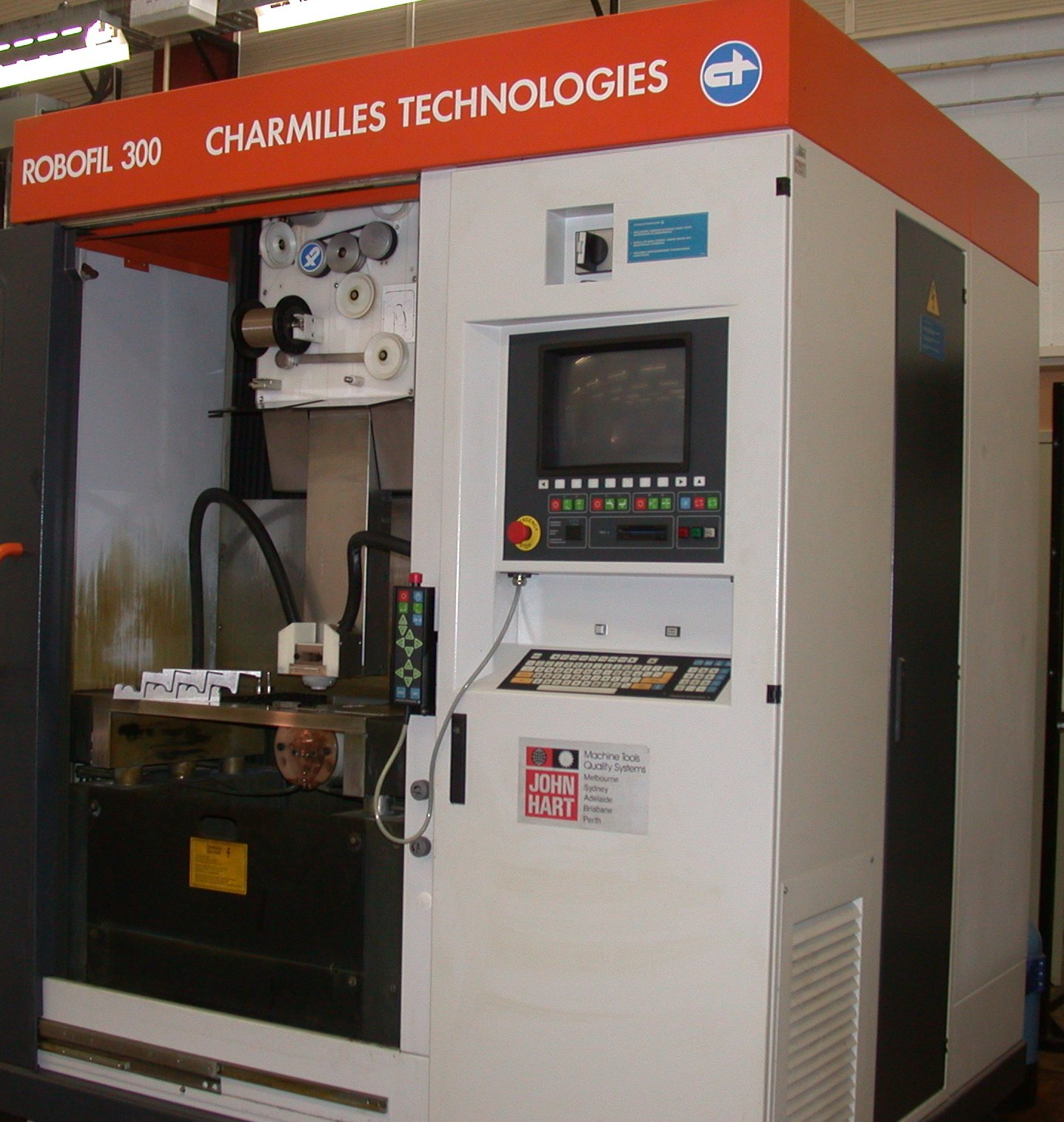
CNC szikraforgácsoló megmunkáló gép

A computer numerical control (CNC) olyan szerszámgép, amely programozható mikroszámítógépet is tartalmaz, ami a vezérlését végzi. Megalkotását a kézi megmunkálás igen jelentős mellékidő szükséglete, azaz a munkatermelékenység növekedése, valamint a nagyságrendekkel jobb ismétlési és pozicionálási pontossága tette szükségessé, mert az előkészítés (például berajzolás) és az egyes műveletek közötti szerszámváltás, fogásvétel, fokozatkapcsolás jelentős időt vesz igénybe, ami összemérhető a megmunkálás főidejével. A számítógépek alkalmazása lehetővé teszi az egyidejűleg több tengely mentén végzett és nem egyenes menti mozgásokat is, ami kézzel lehetetlen. Vezérlését alapvetően a beépített mikroszámítógép programozása, működését a felépítmény, azaz a vezérelt gép és az alkalmazott technológia határozza meg.
Ezt a beépített platformot, programozási felületetet – figyelemmel az ipari körülményekre, kitörlődés és sérülés ellen biztonságosan védve, háttértárban – a vevő készen kapja, ez a CNC-berendezés üzemprogramja, általánosan megfogalmazva felhasználói felülete, melyből manapság elég sokféle terjedt el. A felhasználóbarát fejlesztések és egyre sokrétűbb, gyakran egyedi funkciók miatt a szabványosítási törekvések nem eredményeztek kompatibilitást. Csupán az egyes vezérlésgyártóknál lehet számítani kompatibilitásra a vezérléscsaládok között. Tovább bonyolítja a megmunkálóprogramok hordozhatóságát, hogy az egyes gépek működésükben, funkciójukban eltérhetnek egymástól, annak ellenére, hogy vezérlésük azonos. Ez azért lehetséges, mert az általános célú vezérléseket a gépgyártók illesztik az adott géphez, jellemzően a PLC programmal. Ekkor számos speciális, csak arra a gépre jellemző funkciót kialakíthatnak. A szerszámgép, megmunkálási technológiától függően, legyen az maró, eszterga, köszörű, szikra, vízsugár, lézer, lemezalakító, hegesztő berendezés, állandóan optimálisan, nagy precizitással működtethető. Egyben a CNC-vezérlőegység több részegységet irányít: felügyel a gép kiszolgáló egységeire (automatikus kenés, hűtés, munkadarab adagolás és rögzítés, szerszámcsere stb.), különböző kompenzációs feladatokat is ellát (szerszámgép holtjáték, hődeformációk, mozgatóorsók és mérőrendszerek lineáris és nemlineáris hibái stb.), a biztonsági reteszelésekre, az általános állapot kijelzésére, bonyolult matematika műveleteket végez, térbeni pályagörbéket határoz meg, a megengedett vágósebesség és forgácsleválasztás függvényében mozgatja a munkadarabot és a szerszámot.
A CNC-gép külső jegyeiben is eltér a kézi működtetésű gépektől. A képernyő, a program és az aktuális jellemzők megjelenítésére, a billentyűzet a program kézi bevitelére, működésének irányítására, illetve módosítására szolgál. Robusztus, merev felépítésű, jellemzője a gépet beborító burkolat is, mivel a nagy sebességű megmunkálás nagyobb forgácsleválasztással, és - a kézi megmunkáláshoz mérten - többszörös hűtő- kenőanyag felhasználással jár. A kézi vezérlőelemek sem a hagyományos gépeknél megszokott helyen találhatók, valamint a kézi mozgásokat is az elektronika által működtetett hajtások biztosítják.

## A CNC-gépek felépítése
A CNC-gép két fő részből áll:
- a vezérlésből, ez elektronikus irányítóberendezés és
- a szerszámgépből, amely az irányítást tudja fogadni, és a megmunkálást végzi.

A CNC-szerszámgép főegységei:
- szerszámgépágyak,
- főhajtóművek, főorsók,
- mellékhajtóművek, szánrendszerek,
- szerszámbefogók, revolverfejek,
- PLC vezérlés
- Burkolat